# Közép-Atlanti-hátság

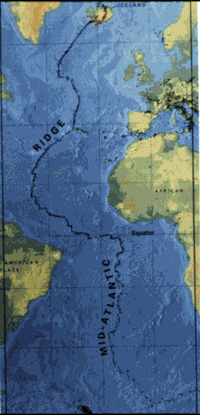
A Közép-Atlanti-hátság

A hátság központi szerepet játszott a Pangea őskontinens felbomlásában

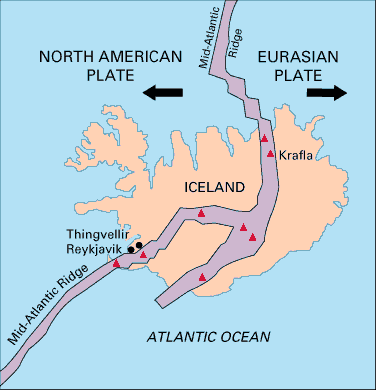
A Közép-Atlanti-hátság áthaladása Izland területén

A Közép-Atlanti-hátság az Atlanti-óceán medrének középvonalában húzódó lemeztektonikai képződmény, óceáni hátság, amelynek mentén az amerikai kettős kontinens, illetve Európa és Afrika kőzetlemezei továbbra is távolodnak egymástól, évi mintegy 2,5 cm-es sebességgel. Egyben a világ leghosszabb hegyláncának is tekinthető. Grönlandtól keletre, Izlandtól északra kezdődik, és az Atlanti-óceán déli részén ér véget. A hátság az óceán mélyén húzódik, de helyenként így Izlandon, a víz felszíne fölé emelkedik. Az Izland szigetét is magába foglaló szakaszának a neve Reykjanesi hátság. A Közép-Atlanti-hátság a legismertebb, az elsőként felfedezett óceáni hátság.

## Szerkezete
Az atlanti hátság gerincvonulatokra és lejtős területekre oszlik. A gerincvonulat fő része a középen haladó, 25-50 km széles, és a környező hegyeknél 1-2 kilométerrel mélyebben elhelyezkedő hasadékvölgy (angol szakkifejezéssel rift), ahol a magma feltör és az új óceánfenék keletkezik. A gerinc része továbbá a hasadékvölgy két oldalán húzódó egy-egy hegylánc. Ezek helyenként erősen töredezett fennsíkokba mennek át. A két hegylánc külső oldalát lejtők alkotják, amelyek az óceánfenékig ereszkednek.

## Felfedezése
A tenger alatti hegylánc gondolatát először Matthew Fontaine Maury oceánográfus vetette fel 1850-ben. A hátságot a Challenger-expedíció fedezte fel 1872-ben, amikor a transzatlanti kábel fektetésének lehetőségeit kutatták. 1925-ben a hátságot szonárral is feltérképezte a német Meteor expedíció.
Az 1950-es években került sor a központi völgy felismerésére és a szeizmológiai aktivitás felfedezésére.
A többi óceáni hátság felfedezése nagyban járult hozzá a lemeztektonika elméletének általános elfogadásához.

## Szigetek a hátságon vagy annak közelében
Az északi féltekén:
- Jan Mayen-sziget
- Izland
- Azori-szigetek
- Szent Péter és Szent Pál-szigetcsoport

A déli féltekén:
- Ascension-sziget
- Tristan da Cunha
- Gough-sziget
- Bouvet-sziget